# Isosaari (ö i Finland, Norra Österbotten, Ylivieska, lat 64,14, long 24,09)
Isosaari är en ö i Finland. Den ligger i Kalajoki älv och i kommunen Kalajoki i den ekonomiska regionen  Ylivieska ekonomiska region  och landskapet Norra Österbotten, i den centrala delen av landet, 400 km norr om huvudstaden Helsingfors. Öns area är 35,6 hektar och dess största längd är 1,6 kilometer i sydöst-nordvästlig riktning.